# Berbiguières
 Berbiguières  (en occitano Berbiguièras) es una población y comuna francesa, situada en la región de Aquitania, departamento de Dordoña, en el distrito de Sarlat-la-Canéda y cantón de Saint-Cyprien.

## Demografía
| 182 | 159 | 160 | 173 | 181 | 177 |
| Para los censos de 1962 a 1999 la población legal corresponde a la población sin duplicidades (Fuente: INSEE [Consultar]) |     |     |     |     |     |